# Rue Saint-Joseph (Paris)
Pour les articles homonymes, voir Saint-Joseph.
La rue Saint-Joseph est une voie du 2e arrondissement de Paris, dans le quartier du Mail.

## Situation et accès
Longue de 160 mètres, elle commence 7, rue du Sentier et finit 140, rue Montmartre.
Le quartier est desservi par la ligne 3 à la station Bourse.

## Origine du nom
Le nom lui vient de la chapelle Saint-Joseph située autrefois à l'angle de cette voie et de la rue Montmartre.

## Historique
Anciennement cette rue portait le nom de « rue du Temps-Perdu » mais on en ignore la raison. Jacques Hillairet apporte toutefois quelques précisions : cette rue existait sous ce nom en 1595 et cet odonyme a pour origine une enseigne.
La rue Saint-Joseph actuelle tient son nom de la chapelle Saint-Joseph située autrefois à l’angle de cette voie et de la rue Montmartre. Elle prend ce nom en 1640 ou, selon Jacques Hillairet, en 1646, lors de la construction de cette chapelle qui servit de chapelle funéraire au cimetière Saint-Joseph attenant.

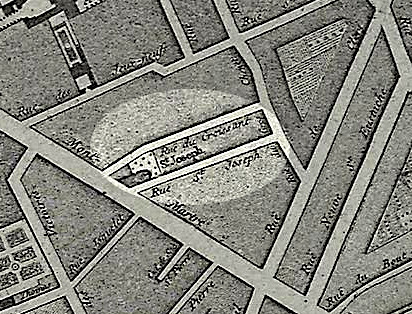
Eglise, cimetiere et rue Saint-Joseph (pastille claire) sur le plan de Jailllot de 1775 - Paris 2e.
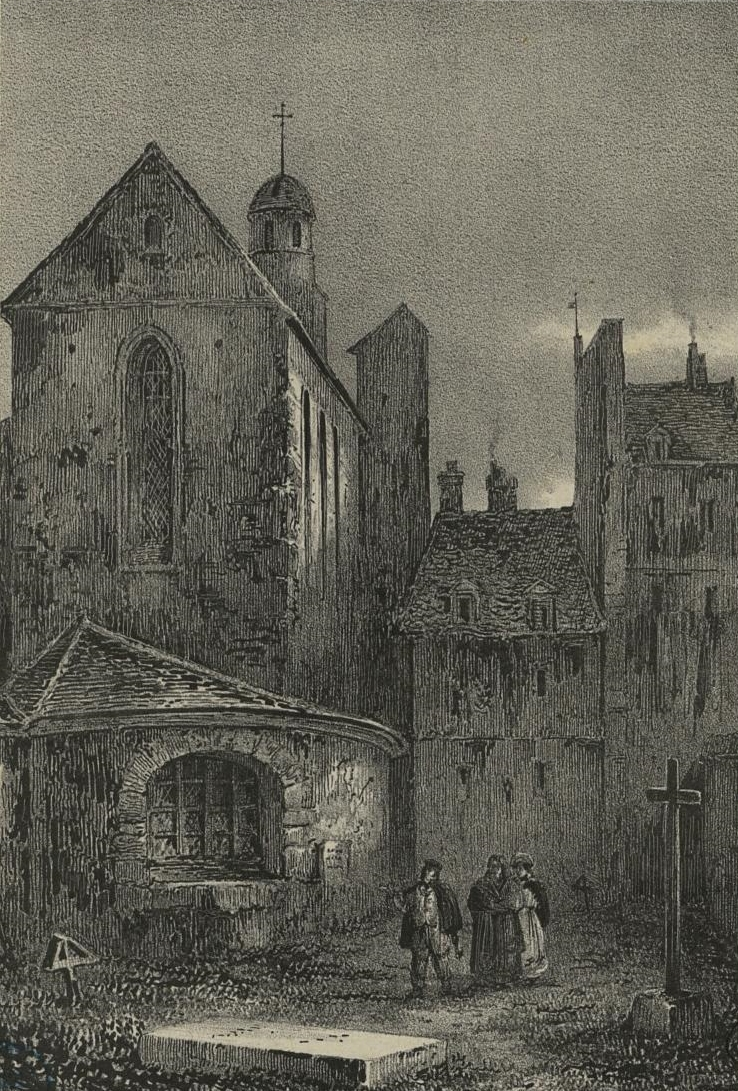
L'ancien cimetière Saint-Joseph en 1839.

La chapelle Saint-Joseph serait réaménagée en 1794 par les architectes  Charles Percier et Pierre Fontaine pour servir de salle des séances du comité révoluionnaire de la section de Brutus (après septembre 1793).
Cette voie a fait partie jusqu’en 1860 de l’ancien 3e arrondissement et du quartier Montmartre,.

## Bâtiments remarquables et lieux de mémoire
- Le coté nord faisait limite du cimetière Saint-Joseph
- No 8 : ancien siège de la Librairie illustrée dirigée par Georges Decaux.
- No 10 : maison natale d’Émile Zola, signalée par une plaque.

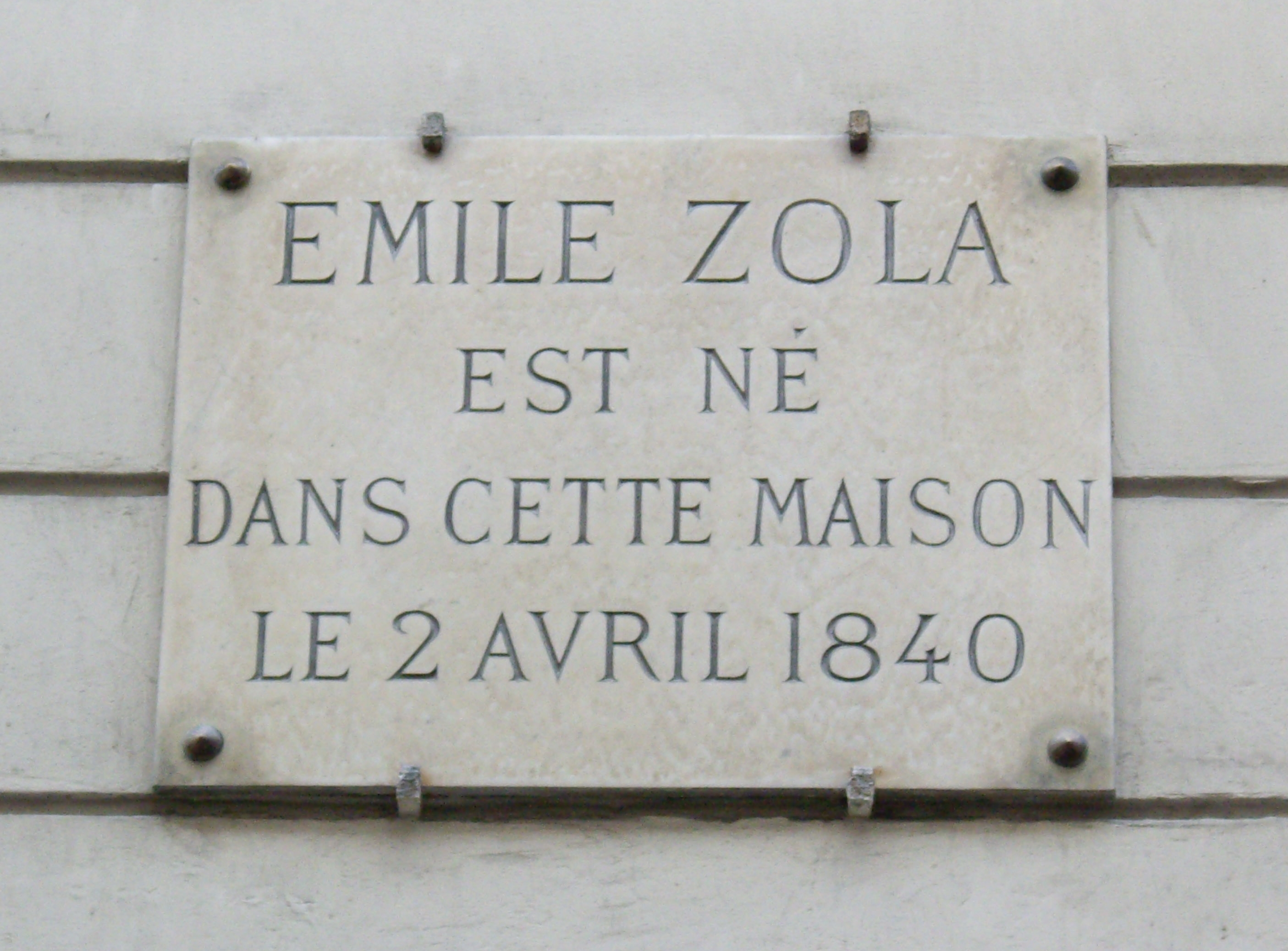
Plaque commémorative apposée au 10, rue Saint-Joseph.

- No 12 : centre Saint-Paul (CCCSP) comportant une chapelle dont le culte est assuré par des prêtres de l’Institut du Bon-Pasteur (IBP)[6].

## Dans la littérature
Dans le roman le Chevalier d'Harmental d’Alexandre Dumas, le héros éponyme, impliqué dans une conspiration, doit, pour donner le change, emménager dans une mansarde au cinquième étage d’un immeuble situé rue du Temps-Perdu. Explorant sa nouvelle demeure, il est amené à faire les constatations suivantes :

« [Le chevalier d’Harmental] put se convaincre tout d’abord de la vérité de l’observation que madame Denis avait faite relativement à la rue : à peine avait-elle dix ou douze pieds de large, et, du point de vue élevé d’où les regards du chevalier plongeaient, elle lui paraissait plus étroite encore ; ce peu de largeur, qui pour tout autre locataire eût sans doute été un défaut, lui parut au contraire une qualité, car il calcula aussitôt que dans le cas où il serait poursuivi, à l’aide d’une planche posée sur sa fenêtre et sur la fenêtre percée vis-à-vis, il pouvait passer de l’autre côté de la rue. Il était donc important d’établir, à tout événement, avec les locataires de la maison en face des relations de bon voisinage. »

## Pour approfondir